# Денисов, Алексей Вячеславович
Алексей Вячеславович Денисов (род. 28 февраля 1980, Челябинск) — российский хоккеист, защитник. Мастер спорта России международного класса. Тренер.

## Биография
Воспитанник челябинского хоккея.
Выступал за «Трактор» (1998—2003), «Динамо-Энергия» (2003—2004), «Рига» (2004—2005), «Барыс» Астана (2005—2006), «Газовик» Тюмень (2006—2007), «Югра» Ханты-Мансийск (2007—2008), «Брянск» (2008—2009), «Арлан» Кокчетав (2009—2010, 2010—2012), «Казахмыс» Сатпаев (2009—2010), «Донбасс-2» Донецк (2011—2012), «Зауралье» Курган (2012—2013), «Горняк» Рудный (2013—2014). Играл в чемпионатах России, Белоруссии, Казахстана, Украины.
В 2007 году в составе студенческой сборной России выиграл серебро всемирной зимней Универсиады в Турине, проведя на турнире шесть матчей и забив один гол.
После окончания игровой карьеры тренировал юношей в Троицке и Челябинске. 15 ноября 2019 года назначен главным тренером клуба «Юниор» (Курган).
С 1 июля 2021 года — тренер по защитникам в команде «Академия им. Михайлова» Тульская область, МХЛ.
|                 |                 |                 | Регулярный сезон | Регулярный сезон | Регулярный сезон | Регулярный сезон | Регулярный сезон | Регулярный сезон | Плей-офф | Плей-офф | Плей-офф | Плей-офф | Плей-офф | Плей-офф |
| Сезон           | Команда         | Лига            | Игр              | Г                | П                | Очк              | +/-              | Штр              | Игр      | Г        | П        | Очк      | +/-      | Штр      |
| --------------- | --------------- | --------------- | ---------------- | ---------------- | ---------------- | ---------------- | ---------------- | ---------------- | -------- | -------- | -------- | -------- | -------- | -------- |
| 1998/99         | Трактор-2       | Первая лига     | 24               | 1                | 1                | 2                | —                | 26               | —        | —        | —        | —        | —        | —        |
| 1998/99         | Трактор         | Высшая лига     | —                | —                | —                | —                | —                | —                | 2        | 0        | 0        | 0        | -2       | 0        |
| 1999/00         | Трактор-2       | Первая лига     | 13               | 1                | 1                | 2                | —                | 42               | —        | —        | —        | —        | —        | —        |
| 1999/00         | Трактор         | Высшая лига     | 33               | 2                | 0                | 2                | —                | 45               | 10       | 0        | 1        | 1        | —        | 8        |
| 2000/01         | Трактор         | Высшая лига     | 47               | 1                | 3                | 4                | +2               | 50               | 13       | 0        | 0        | 0        | -7       | 31       |
| 2001/02         | Трактор-2       | Первая лига     | 1                | 0                | 0                | 0                | —                | 2                | —        | —        | —        | —        | —        | —        |
| 2001/02         | Трактор         | Высшая лига     | 46               | 0                | 3                | 3                | —                | 44               | —        | —        | —        | —        | —        | —        |
| 2002/03         | Трактор-2       | Первая лига     | 10               | 0                | 2                | 2                | —                | 18               | —        | —        | —        | —        | —        | —        |
| 2002/03         | Трактор         | Высшая лига     | 27               | 2                | 2                | 4                | 0                | 41               | —        | —        | —        | —        | —        | —        |
| 2003/04         | Динамо-Энергия  | Высшая лига     | 25               | 1                | 1                | 2                | -6               | 28               | —        | —        | —        | —        | —        | —        |
| 2004/05         | ХШ Рига         | ЧБеларуси       | 27               | 1                | 3                | 4                | —                | 53               | —        | —        | —        | —        | —        | —        |
| 2005/06         | Барыс           | Первая лига     | 54               | 2                | 4                | 6                | —                | 44               | —        | —        | —        | —        | —        | —        |
| 2005/06         | Барыс           | ЧКазахстана     | 14               | 0                | 1                | 1                | +2               | 8                | —        | —        | —        | —        | —        | —        |
| 2006/07         | Газовик         | Высшая лига     | 43               | 3                | 4                | 7                | +3               | 40               | 3        | 0        | 0        | 0        | -4       | 2        |
| 2007/08         | Югра            | Первая лига     | 40               | 3                | 10               | 13               | —                | 26               | —        | —        | —        | —        | —        | —        |
| 2008/09         | ХК Брянск       | Первая лига     | 30               | 2                | 7                | 9                | —                | 67               | 3        | 0        | 0        | 0        | —        | 2        |
| 2009/10         | Арлан           | ЧКазахстана     | 8                | 0                | 0                | 0                | -2               | 4                | —        | —        | —        | —        | —        | —        |
| 2009/10         | Казахмыс        | ЧКазахстана     | 26               | 1                | 6                | 7                | -10              | 18               | —        | —        | —        | —        | —        | —        |
| 2010/11         | Арлан           | ЧКазахстана     | 50               | 2                | 6                | 8                | +11              | 96               | 4        | 0        | 1        | 1        | -1       | 8        |
| 2011/12         | Арлан           | ЧКазахстана     | 10               | 0                | 0                | 0                | +3               | 20               | —        | —        | —        | —        | —        | —        |
| 2011/12         | Донбасс-2       | ЧУкраины        | 12               | 0                | 4                | 4                | +13              | 14               | —        | —        | —        | —        | —        | —        |
| 2011/12         | Зауралье        | ВХЛ             | 14               | 0                | 0                | 0                | -1               | 16               | —        | —        | —        | —        | —        | —        |
| 2012/13         | Зауралье        | ВХЛ             | 14               | 1                | 2                | 3                | -1               | 18               | —        | —        | —        | —        | —        | —        |
| 2013/14         | Горняк          | ЧКазахстана     | 9                | 0                | 3                | 3                | -1               | 8                | —        | —        | —        | —        | —        | —        |
| Всего в карьере | Всего в карьере | Всего в карьере | 577              | 23               | 63               | 86               | +13              | 728              | 35       | 0        | 2        | 2        | -14      | 51       |